# Tof Thissen
Christoffel Paul (Tof) Thissen (Roermond, 19 mei 1957) is een voormalig Nederlands politicus namens GroenLinks.

## Opleiding
Thissen bezocht een rooms-katholieke lagere school in Roermond. Hij volgde vervolgens tussen 1969 en 1976 het gymnasium-a bij het Bisschoppelijk College in diezelfde stad. Tussen 1976 en 1977 was Thissen lid van de Partij van de Arbeid. In 1977 werd hij lid van de Pacifistisch Socialistische Partij (PSP). Tussen 1977 en 1982 studeerde hij theologie aan de Hogere School voor Theologie en Pastoraat in Heerlen. Hij haalde zijn kandidaatsexamen. Tijdens en na zijn studie werkte hij bij het Centrum voor Ontwikkelingssamenwerking Limburg. Tussen 1979 en 1985 was hij provinciaal coördinator vredeswerk in Limburg en lid van de landelijke werkgroep begeleiding lokale vredesgroepen van het Interkerkelijk Vredesberaad. Tussen 1987 en 1990 was hij doctoraal student aan de Katholieke Universiteit Nijmegen Theologie van het Maatschappelijk handelen en Internationale Vraagstukken/Polemologie (niet afgemaakt). Na zijn studie werkte hij twee jaar als docent levensbeschouwelijke vorming in het voortgezet onderwijs. In deze periode was hij tussen 1982 en 1986 voorzitter van de PSP in Roermond.

## Roermond
Tussen 1986 en 2002 was hij lid van de Roermondse gemeenteraad, eerst voor Roermond Links, een samenwerkingsverband van PSP en Politieke Partij Radikalen en links ongebondenen en later voor GroenLinks, waarin beide partijen opgingen. Tijdens zijn studie in Nijmegen was hij docent maatschappijleer in het middelbaar beroepsonderwijs. Hij was lid van het bestuur van Stichting Vluchtelingenwerk Roermond tussen 1987 en 1991 en voorzitter van het Anti-Discriminatieburo Roermond. Ook was hij penningmeester Stichting Roermond Festival van 1989 tot 1994 en voorzitter Stedelijk Cultureel Jongerencentrum 'De Azijnfabriek' te Roermond. Tussen 1989 en 1994 was hij lid van het bestuur van GroenLinks Limburg en tussen 1989 en 1992 lid van de partijraad van GroenLinks. In 1992 werd hij coördinator werk-leerproject 'Opmaat' te Roermond en daarna werd hij in 1994 directeur van het Kringloopcentrum Roermond. Tussen 1994 en 2002 was hij wethouder in Roermond van welzijn, sociale zekerheid, onderwijs, cultuur en jeugdzaken. Als wethouder nam hij een aantal nevenfuncties op zich op het gebied van regionale sociale zaken. Sinds 1998 is hij lid van de vaste delegatie van de Vereniging van Nederlandse Gemeenten bestuurlijk overleg met de minister van Sociale Zaken en Werkgelegenheid. Hij bekleedt ook andere landelijke nevenfuncties op het gebied van sociale zaken, zoals voorzitter van de Landelijke Adviesraad 'Heel de Buurt'.
Na zijn wethouderschap werd Thissen bestuursvoorzitter van Divosa, de landelijke vereniging van directeuren van gemeentelijke sociale diensten. Sinds 2001 is hij plaatsvervangend lid van de Raad voor Werk en Inkomen. Hij heeft voorts andere nevenfuncties op het gebied van werkgelegenheid, sociale zekerheid en arbeidsongeschiktheid. In 1998, 2002, 2003 was hij lid en in 2012 voorzitter van de kandidatencommissie voor de Tweede Kamer van GroenLinks.

## Eerste Kamer
In 2004 werd hij lid van de Eerste Kamer, als opvolger van Mirjam de Rijk, die de kamer verliet om algemeen directeur te worden van Stichting Natuur en Milieu. In de Eerste Kamer houdt hij zich onder meer bezig met onderwijs, financiën, volksgezondheid, welzijn en sport. In 2007 werd hij door het congres lijsttrekker op de Eerste Kamerlijst van GroenLinks, hij versloeg zijn tegenkandidaat Yolan Koster-Dreese met een ruime meerderheid. De kandidatencommissie noemde hem een "een bevlogen en gezaghebbende Limburgse charmeur."
Per 1 oktober 2009 trad Thissen aan als directeur van het KING, het Kwaliteitsinstituut Nederlandse Gemeenten, waartoe de leden van de Vereniging van Nederlandse Gemeenten in juni 2009 het initiatief hadden genomen. Thissen was al betrokken bij de voorbereiding ervan als lid van de Stuurgroep Ontwikkeling KING. Het instituut, dat sinds 1 januari 2010 operationeel is, wil de gemeentelijke dienstverlening voor burgers en bedrijven op een hoger niveau brengen.
Op 6 maart 2010 werd Thissen na de gemeenteraadsverkiezingen gekozen tot formateur door GroenLinks-fractievoorzitter Marry Mos in Utrecht.
In februari 2012 raakte Thissen in opspraak omdat hij een goede bekende bijna 10.000 euro adviseurskosten had laten declareren bij de gemeente Utrecht. Volgens een melding in het opinieweekblad HP/De Tijd was die nota twee jaar daarvoor ingediend nadat Thissen optrad als ‘onbezoldigd’ formateur van een nieuw college van burgemeester en wethouders van Utrecht (bestaande uit PvdA, GroenLinks en D66). In die dagen ontstond ook ophef rond de GroenLinks-senator nadat in de media was uitgelekt dat Thissen kandidaat was voor het burgemeesterschap van Nijmegen.
In 2006 en in 2010 was Thissen lijstduwer van GroenLinks op de lijst voor de Tweede Kamer. In 2011 was Thissen wederom lijsttrekker van GroenLinks voor de Eerste Kamer.
In 2012 was Thissen voorzitter van de selectiecommissie die het GL-Kamerlid Tofik Dibi ‘ongeschikt’ verklaarde voor het lijsttrekkerschap bij de nieuwe Kamerverkiezingen van september in datzelfde jaar. Het negatieve advies van de selectiecommissie aan het partijbestuur leidde ook intern tot tumult onder GL-leden. Op 18 mei 2012 werd onder druk van een aantal partijprominenten besloten dat Dibi zijn kandidatuur voor het leiderschap van GroenLinks bij de Tweede Kamerverkiezingen toch mocht handhaven, om het in een partijreferendum alsnog te kunnen opnemen tegen GL-fractievoorzitter en beoogd lijsttrekker Jolande Sap, die de verkiezing uiteindelijk won.
Op 5 oktober 2012 zegde het partijbestuur, met daarin Thissen, het vertrouwen op in Sap als politiek leider die daarop aftrad en de Tweede Kamer verliet. Dat leidde tot consternatie binnen GroenLinks, waardoor het partijbestuur zich genoodzaakt voelde een dag later zelf af te treden.
Eind 2014 kondigde Thissen aan dat hij zich niet meer herkiesbaar zou stellen voor de Eerste Kamer. Hij trad af op 9 juni 2015 na de Eerste Kamerverkiezingen van 2015.

## Nadien
De Raad van Bestuur van UWV benoemde Thissen in januari 2015 tot algemeen directeur van de divisie WERKbedrijf van UWV. Thissen begon in mei 2015 met zijn inwerkperiode bij het UWV en pakte op 1 juni zijn taak als algemeen directeur van het WERKbedrijf op. Deze functie vervulde hij tot 1 januari 2023. Op 25 januari 2023 werd hij benoemd tot voorzitter van het Ouderpanel Kinderopvangtoeslag. Het Ledenparlement van de FNV benoemde hem vanaf 1 november 2022 tot voorzitter van de Raad van Toezicht van de FNV. 